# Кеховани
Кеховани (груз. კეხოვანი) — село в Грузии, на территории Адигенского муниципалитета края (мхаре) Самцхе-Джавахети.

## География
Село находится в южной части Грузии, на правом берегу реки Кваблиани, на расстоянии 11 километров (по прямой) к северо-западу от посёлка городского типа Адигени, административного центра муниципалитета. Абсолютная высота — 1461 метр над уровнем моря.

## Население
По результатам официальной переписи населения 2014 года, в Кеховани проживало 143 человека (73 мужчины и 70 женщин). В национальной структуре населения грузины составляли 95,1 %, армяне — 4,9 %.
| Год  | Население, человек |
| ---- | ------------------ |
| 2002 | 199                |
| 2014 | ↘ 143              |